# 울워스 빌딩
울워스 빌딩(영어: Woolworth Building)은 미국 뉴욕에 위치한 건물로 뉴욕에서 오래되고 가장 유명한 초고층 빌딩 중 하나이다. 카스 길버트가 설계하였으며 1913년에 완공되었다. 57층 높이 241.4m인 이 빌딩은 1930년 40 월 스트리트 빌딩이 건설되기 전까지 세계에서 가장 높은 건물이었다. 현재까지도 미국 50대 뉴욕의 20대 고층 빌딩 중 하나로 꼽히고 있다.
유럽 고딕 성당의 디자인과 유사하여, 개관 당시 ‘상업의 대성당’이라는 별명이 붙었다. 현재는 주로 사무실용으로 사용되고 있다. 2003년에는 로어 맨해튼 문화 협회의 전시행사가 진행되기도 하였다. 1998년까지 F.W. 울워스 앤드 컴퍼니가 소유하였다가 현재는 위트코프 그룹이 소유하고 있다.

## 같이 보기
- 마천루 목록